# Swiftfox
 (septembre 2023).
Swiftfox est une version optimisée de Mozilla Firefox, disponible sous GNU/Linux depuis [Quand ?]. Différentes versions sont disponibles en fonction du processeur.
Cependant les binaires ne sont pas libres ce qui enfreint certaines des licences de Firefox.